# Oceanborn Europe Tour
Oceanborn Europe Tour es la segunda gira de la banda del metal sinfónico  Nightwish.

## Canciones

### Total
Angels Fall First
- "Elvenpath"
- "Beauty and the Beast"
- "Astral Romance"
- "Know Why the Nightingale Sings"

Oceanborn
- "Stargazers"
- "Gethsemane"
- "Devil and the Deep Dark Ocean"
- "Sacrament of Wilderness"
- "Passion and the Opera"
- "Swanheart"
- "The Pharaoh Sails to Orion"
- "Walking in the Air"

### Setlist
Un setlist típico consistiría de:
- "Stargazers"
- "Gethsemane"
- "Passion and the Opera"
- "Devil and the Deep Dark Ocean"
- "Sacrament of Wilderness"
- "Swanheart"
- "The Pharaoh Sails to Orion"
- "Walking in the Air"
- "Elvenpath"
- "Astral Romance"
- "Know Why the Nightgale Sings"

## Tour dates
| Fecha                   | Ciudad            | País         | Teatro          |
| ----------------------- | ----------------- | ------------ | --------------- |
| Europa                  |                   |              |                 |
| 12 de noviembre de 1999 | Markneukirchen    | Alemania     | Schützenhaus    |
| 13 de noviembre de 1999 | Katowice          | Polonia      | Megaclub        |
| 14 de noviembre de 1999 | Spremberg         | Alemania     | MTS Club        |
| 15 de noviembre de 1999 | Berlín            | Alemania     | Kesselhaus      |
| 16 de noviembre de 1999 | Hamburgo          | Alemania     | Markthalle      |
| 18 de noviembre de 1999 | Groninga          | Países Bajos | Vera Club       |
| 19 de noviembre de 1999 | Osnabrück         | Alemania     | Works           |
| 20 de noviembre de 1999 | Vosselaar         | Bélgica      | Biebob          |
| 21 de noviembre de 1999 | Bochum            | Alemania     | Zeche           |
| 22 de noviembre de 1999 | Saarbrücken       | Alemania     | Garage          |
| 24 de noviembre de 1999 | Barcelona         | España       | Mephisto        |
| 25 de noviembre de 1999 | Madrid            | España       | Macumba         |
| 26 de noviembre de 1999 | Avilés            | España       | Quattro         |
| 27 de noviembre de 1999 | Vergara           | España       | Sala Jam        |
| 28 de noviembre de 1999 | Valencia          | España       | Garage          |
| 30 de noviembre de 1999 | Ginebra           | Suiza        | Undertown       |
| 1 de diciembre de 1999  | Pratteln          | Suiza        | Z-7             |
| 2 de diciembre de 1999  | Turín             | Italia       | Supermarket     |
| 3 de diciembre de 1999  | Viena             | Austria      | Planet Music    |
| 4 de diciembre de 1999  | Kaufbeuren        | Alemania     | Zeppenlinhalle  |
| 6 de diciembre de 1999  | Offenbach am Main | Alemania     | Hafenbahn       |
| 8 de diciembre de 1999  | Braunschweig      | Alemania     | FBZ Club        |
| 9 de diciembre de 1999  | Colonia           | Alemania     | Live Music Hall |
| 10 de diciembre de 1999 | Bad Salzungen     | Alemania     | Kellewerk       |
| 11 de diciembre de 1999 | Freiberg          | Alemania     | Trivoli         |
| 12 de diciembre de 1999 | Ludwigsburg       | Alemania     | Rockfabrik      |

## Miembros
- Tarja Turunen  - voz
- Tuomas Holopainen  - teclados y voz masculina
- Emppu Vuorinen  - guitarra
- Jukka Nevalainen  - batería
- Sami Vänskä  - bajo

Miembros invitados:
- Tapio Wilska  - voz masculina